# Paolo Mossa
Paolo Mossa, detto Paulicu (Bonorva, 16 aprile 1821 – Bonorva, 6 agosto 1892) è stato un poeta italiano, famoso per il contributo dato alla poesia in lingua sarda.

## Biografia
Orfano sin dalla tenera età, venne adottato da due sacerdoti bonorvesi che lo fecero crescere e studiare nella sua città natia. Proseguì gli studi a Sassari dove conseguì il Magistero e si iscrisse all'università abbandonandola poco dopo. Si dedicò alla poesia in lingua sarda sin dagli anni giovanili. Si impegnò politicamente schierandosi nelle lotte interne del suo paese, cosa che, probabilmente, lo portò alla morte, ucciso da tre sicari mentre tornava dalla campagna. Il suo nome è una pietra miliare nella storia della poesia sarda.

## Le opere
- A su canariu de flora, La stella di Sardegna, Sassari, vol. 2, 1876, n. 1, 31 marzo 1876, pp. 172–174.
- A Dori lontana, La stella di Sardegna, Sassari, vol. 2, 1876, n. 1, 31 marzo 1876, pp. 59–61.
- A Dori: Su mazzone e i sa ua, La stella di Sardegna, Sassari, vol. 2, 1876, n. 3, 31 agosto 1876, pp. 140–141.
- Amore disisperadu: elegia a Gisella, La stella di Sardegna, Sassari, vol. 2, 1876, n. 3, 31 dicembre 1876, pp. 41–43.
- Epigrammas, La stella di Sardegna, Sassari, vol. 2, 1876, n. 2, 31 agosto 1876, pp. 303–304.
- Fa lo stesso!; Troppe croci: epigrammi, La stella di Sardegna, Sassari, vol. 2, 1876, n. 3, 31 dicembre 1876, p. 272.
- Gli accattoni politici: epigramma, La stella di Sardegna, Sassari, vol. 2, 1876, n. 3, 31 dicembre 1876, p. 112.
- I chignons: scherzo, La stella di Sardegna, Sassari, vol. 2, 1876, n. 3, 31 dicembre 1876, pp. 263–264.
- I due suoni: epigramma, La stella di Sardegna, Sassari, vol. 2, 1876, n. 2, 31 agosto 1876, p. 348.
- Ripiegu vanu, La stella di Sardegna, Sassari, vol. 2, 1876, n. 3, 31 dicembre 1876, pp. 253–255.
- Saggio di versione italiana del Gavino trionfante di Gerolamo Araolla, La stella di Sardegna, Sassari, vol. 2, 1876, n. 3, 31 dicembre 1876, pp. 172–174.
- S'incontru fortunadu, La stella di Sardegna, Sassari, vol. 2, n. 1, 31 marzo 1876, pp. 41–44.
- S'isula de sa fortuna, La stella di Sardegna, Sassari, vol. 2, 1876, n. 2, 31 agosto 1876, pp. 109–111.
- Sa margaritina: egloga, La stella di Sardegna, Sassari, vol. 2, 1876, n. 2, 31 agosto 1876, pp. 171–173.
- Sa puntura de s'abe, La stella di Sardegna, Sassari, vol. 2, 1876, n. 2, 31 agosto 1876, pp. 46–48.
- Sa tempesta, La stella di Sardegna, Sassari, vol. 2, n. 1, 31 marzo 1876, pp. 75–76.
- Su disingannu, La stella di Sardegna, Sassari, vol. 2, 1876, n. 2, 31 agosto 1876, pp. 346–347.
- Su puzone chi faeddat, La stella di Sardegna, Sassari, vol. 2, 1876, n. 3, 31 dicembre 1876, pp. 108–110.
- Su suspettu, La stella di Sardegna, Sassari, vol. 2, 1876, n. 2, 31 agosto 1876, pp. 315–317.
- Una oghe rara, La stella di Sardegna, Sassari, vol. 2, 1876, n. 2, 31 agosto 1876, pp. 253–255.
- Un omone coi fiocchi, La stella di Sardegna, Sassari, vol. 2, 1876, n. 3, 31 dicembre 1876, p. 96.
- A un'ingrata: elegia, La stella di Sardegna, Sassari, vol. 3, 1877, n. 5, 31 dicembre 1877, pp. 308–310.
- In morte di Gisella: su lamentu, La stella di Sardegna, Sassari, vol. 3, 1877, n. 4, 30 giugno 1877.
- In morte di Gisella: s'attitidu, La stella di Sardegna, Sassari, vol. 3, 1877, n. 5, 31 dicembre 1877, pp. 269–272.
- La Phyloxera in Sardegna, La stella di Sardegna, Sassari, vol. 3, 1877, n. 4, 30 giugno 1877, pp. 301–302.
- Narciso che specchiasi nel Cefiso: sonetto, La stella di Sardegna, vol. 3, 1877, n. 4, 30 giugno 1877, p. 198.
- Non pius feminas, La stella di Sardegna, Sassari, vol. 3, 1877, n. 4, 30 giugno 1877, pp. 187–190.
- Ovvio ritrovato per rappresentare le minoranze nei consigli comunali, La stella di Sardegna, Sassari, vol. 3, 1877, n. 4, 30 giugno 1877, pp. 2–4.
- Sa bellesa de Clori, La stella di Sardegna, Sassari, vol. 3, 1877, n. 4, 30 giugno 1877, pp. 142–143.
- Sa cazza a Ischeliu: egloga, La stella di Sardegna, Sassari, vol. 3, 1877, n. 4, 30 giugno 1877, pp. 46–48.
- Su disterru, La stella di Sardegna, Sassari, vol. 3, 1877, n. 4, 30 giugno 1877, pp. 77–78.
- Baddemala: elegia, La stella di Sardegna, Sassari, vol. 4, 1878, n. 6, 30 giugno 1878, pp. 272–274.
- L'orso redentore, La stella di Sardegna, Sassari, vol. 4, 1878, n. 6, 30 giugno 1878, pp. 225–226.
- Sos duos amantes, La stella di Sardegna, Sassari, vol. 4, 1878, n. 6, 30 giugno 1878, pp. 21–24.
- Un'iscrupulu de cunsenzia, La stella di Sardegna, Sassari, vol. 4, 1878, n. 6, 30 giugno 1878, pp. 239–240.
- Governo provvido; Gioventù decrepita: epigrammi, La stella di Sardegna, Sassari, vol. 5, 1879, n. 8, 30 giugno 1879.
- In su tribunale de amore, La stella di Sardegna, Sassari, vol. 5, 1879, n. 8, 30 giugno 1879, pp. 69–71.
- Specchio fallace; Epitafio; Un consiglio antropofago; assistendo ad una discussione: epigrammi, La stella di Sardegna, Sassari, vol. 5, 1879, n. 8, 30 giugno 1879, pp. 128–129.
- In sa domo de campagna, La stella di Sardegna, Sassari, vol. 6, 1885, n. 9, 30 settembre 1885, pp. 65–67.
- In sa domo de campagna, Il Nuraghe, vol. 3, 1925, n. 26, 30 aprile, 1925, p. 5.
- Sciarada, La stella di Sardegna, Sassari, vol. 6, 1885, n. 9, 30 settembre 1885, p. 96.
- Sonetto, La stella di Sardegna, Sassari, vol. 6, 1885, n. 9, 30 settembre 1885, p. 4.
- Una noa grascia: dezima glosa, La stella di Sardegna, Sassari, vol. 6, 1885, n. 9, 30 settembre 1885, pp. 182–183.
- Epigrammi, La stella di Sardegna, Sassari, vol. 7, 1886, n. 11, 31 dicembre 1886, p. 265.
- Su mazzone e sa ua, in L. Cubeddu, Su leone e su molente, Sassari, U. Satta, 1907.
- A Dori lontana, Il Nuraghe, vol. 3, 1925, n. 26, 30 aprile 1925.
- Le più belle poesie, a cura di S. Susini, Cagliari, Edizioni della Fondazione Il Nuraghe, 1925.
- [Versi dialettali], Il Nuraghe, vol. 6, 1928, n. 60, 28 febbraio 1928.
- Sa tempesta, Ozieri, Tipografia Niedda, 1932.
- Flora amada, in L. Cubeddu, Sa femina onesta; Esagerazione amorosa, Ozieri, Tipografia Niedda, 1934.
- Cantones de amore, Ozieri, Tipografia Niedda, [19..].
- Poesie, Cagliari, Edizioni della Fondazione Il Nuraghe, 1928; 1953.
- A. Casula-P. Calvia-P. Mossa, Tre poesie, Sassari, Dessì, 1972.
- Tutte le poesie e altri scritti, pref. di M. Pira, Cagliari, Edizioni della Torre, 1978.
- Opera omnia, a cura di A. Dettori-T. Tedde, Cagliari, 3T, 1979; 1993.
- Poesie, Cagliari, Celt, 1982.
- P. Fasolis, A Paolo Mossa per la sua canzone In sa domo de campagna, La stella di Sardegna, Sassari, vol. 6, 1885, n. 9, 30 settembre 1885.